# غلايكول ثنائي الايثيلين
غلايكول ثنائي الايثيلين هو مركب عضوي له الصيغة C4H8O2، وهو عبارة عن إيثر.

## الخواص
يمتزج بشكل جيد مع الماء، ومع باقي المذيبات العضوية الأخرى. يبلغ عزم ثنائي قطب المركب 0.45 ديباي. في الحالة الصلبة بنيتين بلوريتين مختلفتين: النمط I والنمط II. عند الدرجة 0°س يتحول النمط الثاني إلى الأول، والذي بنصهر عند الدرجة 11°س.[1] يتميز المركب بتناظر هندسي واضح، ويكون له تشكيل الكرسي كما لمركب حلقي الهكسان.
يشكل مزائج سهلة الاشتعال مع الهواء، حيث أن نقطة الوميض له تبلغ 12°س. يتراوح تركيب المزائج القابلة للاشتعال بين 1.9 % حجماً (70 غ/م3) و22.5 % حجماً (820 غ/م3) (الحدود الدنيا والعليا). أما درجة حرارة الاشتعال الذاتي فتبلغ 375°س. في حين أن الموصلية الكهربائية له تبلغ 5·10−13 S·m−1 وهي ضعيفة جداً.

## التحضير
يحضر من البلمهة المحفزة حمضياً لمركب الديوكسان، والذي ينتج من حلمهة أكسيد الإيثيلين. يجري التفاعل وفق الآلية الموضحة أدناه:
آلية تفاعل التحضير
يحصل على المركب كناتج ثانوي من عملية إضافة أكسيد الإيثيلين Ethoxylation والمستخدمة أثناء إنتاج مركبات مثل كبريتات ميريث الصوديوم Sodium myreth sulfate وكبريتات لوريث الصوديوم Sodium laureth sulfate والتي لها تطبيقات في مجال مستحضرات التجميل.[4]
تراوح الإنتاج العالمي من عام 1985 بين 11,000 إلى 14,000 طن.

## الاستخدامات
يستخدم كمذيب لاقطبي شبيه بثنائي إيثيل الإيثر من حيث القدرة على حل المركبات المختلفة، إلا أن الديوكسان يمتزج مع الماء في حين أن الإيثر الإيثيلي لا يمتزج. لكن نظراً للسمية النسبية فإنه غالباً ما يستخدم
رباعي هيدرو الفوران THF كبديل عنه في بعض التطبيقات. على الرغم من ذلك، فإن له نقطة غليان أعلى من رباعي هيدرو الفوران.
يستخدم كمثبت لمركب 1،1،1-ثلاثي كلورو الإيثان، والذي لديه قابلية للتفكك عند تخزينه أو نقله في أوعية من الألومنيوم. عادة ما يكون الألومنيوم خاملاً نتيجة وجود طبقة من الأكسيد على السطح، إلا أنه تعرض هذ الطبقة لمركبات كلورو الكربون فإنه من الممكن أن يتشكل كلوريد الألومنيوم، والذي بدوره يحفز تفاعل نزع هاليد الهيدروجين لثلاثي كلورو الإيثان المتبقي إلى 1،1-ثنائي كلورو الإيثيلين وكلوريد الهيدروجين. في حال إضافة الديوكسان كمثبت فإن يظهر مقدرةً على تشكيل ربيطة مع ثلاثي كلوريد الألومنيوم، ويعطل دوره التحفيزي بتشكيله ناتج ضم.
تتصرف ذرة الأكسجين في المركب كقاعدة لويس، بالتالي فالمركب قادر على حل العديد من المركبات اللاعضوية، كما أن قادر على تشكيل ربيطات متمخلبة. فعلى سبيل المثال يتفاعل مع كاشف غرينيار من أجل ترسيب ثنائي هاليد المغنسيوم، بالتالي فإن بذلك يؤثر على توازن شلينك في الوسط. يمكن تحضير ثنائي ميثيل المغنيسيوم بهذا الأسلوب.
```
   2 CH3MgBr + (C2H4O)2 → MgBr2(C2H4O)2 + (CH3)2Mg
```

يستخدم أيضاً كمقيس داخلي في مطيافية الطنين النووي المغناطيسي للبروتون وذلك بمزجه مع D2O (الماء الثقيل).[8]